# Lespesia teixeirai
Lespesia teixeirai là một loài ruồi trong họ Tachinidae.